# Justus Henning Böhmer
Pour les articles homonymes, voir Böhmer.
Justus Henning Boehmer (Hanovre 1664-1749) est un jurisconsulte allemand. Il est professeur à l'université de Halle.

## Biographie
Justus Henning Böhmer nait en 1674 à Hanovre. Il enseigne le droit à Halle, devient directeur de l’université, est nommé, en 1743, chancelier du gouvernement dans le duché de Magdebourg, et chancelier ordinaire de la faculté de droit. Il meurt le 11 août 1749.

## Œuvres
Le droit canonique est le principal objet de ses études ; cependant, il a beaucoup écrit sur le droit civil, et tous ses écrits se distinguent par une logique sûre, un ordre parfait et une grande érudition. Ses principaux ouvrages sont :
- Tractatus ecclesiasticus de jure parochiali, Halle, 1701, in-4° ;
- Jus ecclesiasticum protestantium, 5 vol. in-4°, Halle, 1714, et 1737, 7 vol. in-4° ; ibid., 1740, 12 vol. in-4°, fort augmentée ;
- Introductio in jus publicum universale, Halle, 1710, 1728 ;
- Institutiones juris canonici, tum ecclesiastici, tum pontificii, Halle, 1738, 1739, in-8° ;
- Duodecim Dissertationes juris ecclesiastici antiqui ad Plinium Secundum et Tertullianum, Leipzig, 1771 ; 2e édition, aliq. dissert. aucta, Halle, 1729 ;
- Corpus juris canonici notis atque indicibus instructum, Halle, 1747, 2 vol. in-4°, etc., avec des variantes, de notes. Cet ouvrage, fait dans un grand esprit de modération, fut dédié par l’auteur protestant à Benoît XIV, qui le reçut avec bonté. Il a fait aussi des Observations sur l’Institution au droit ecclésiastique de Fleuri.

## Source
- « Justus Henning Böhmer », dans Louis-Gabriel Michaud, Biographie universelle ancienne et moderne : histoire par ordre alphabétique de la vie publique et privée de tous les hommes avec la collaboration de plus de 300 savants et littérateurs français ou étrangers, 2e édition, 1843-1865 [détail de l’édition]
- Marie-Nicolas Bouillet  et Alexis Chassang (dir.), « Justus Henning Böhmer » dans Dictionnaire universel d’histoire et de géographie, 1878 (lire sur Wikisource)